# Пора швифтануться
«Пора швифтануться» (англ. Get Schwifty) — пятый эпизод второго сезона американского мультсериала «Рик и Морти». Сценарий к эпизоду написал Том Кауфман, а режиссёром выступил Уэс Арчер.
Премьера эпизода состоялась 23 августа 2015 года в блоке Adult Swim на Cartoon Network. Эпизод посмотрели около 2,1 миллиона зрителей во время выхода в эфир.

## Сюжет
Огромная голова-пришелец («Кромулон») появляется над Землёй, требуя услышать оригинальную песню, поэтому Рик и Морти импровизируют «Пора швифтануться». Всю планету похищают и заставляют участвовать в музыкальном шоу талантов, где планеты проигравших уничтожают плазменным лучом. Морти крадёт портальную пушку Рика и оставляет его наедине с Айс-Ти, который был единственным музыкантом, пережившим землетрясение, обрушившееся на премию Грэмми, чтобы записать хит и спасти Землю. Морти натыкается на Птичью личность (живущего с Тэмми с эпизода «Риксованный бизнес»), который убеждает его вернуться к Рику. Айс-Ти оказывается ледяным пришельцем, который изначально не заботился о Земле, но позже меняет своё мнение и спасает планету. Рик, Морти и президент США выигрывают соревнование, импровизируя «Голову вниз».
Между тем, Джерри, Бет и Саммер вступают в религиозный культ, основанный на неправильной интерпретации сообщения от Кромулонов. Движение быстро распадается после того, как осознало, что всё это было шоу музыкальных талантов.
В сцене после титров Айс-Ти возвращается на родную планету Алфавитрим, где его отец прощает его и восстанавливает его истинную форму, Уотер-Ти. Цифертиконы атакуют, и Уотер-Ти бросается в бой. Это промо боевика.

## Отзывы
Зак Хэндлен из The A.V. Club дал эпизоду оценку B, заявив, что «это вступление, в котором президент Кита Дэвида очень, очень хочет „швифтануться“, не так уж и плохо». Джесси Шедин из IGN оценил эпизод на 7,5/10, заявив, что «этот эпизод был относительно слабым по типичным стандартам Рика и Морти, с повторяющимся конфликтом, которому не хватало эмоционального веса многих недавних эпизодов». Гита Джексон из Paste оценила эпизод на 8/10, заявив, что «все детали этого эпизода, хотя и были забавными (Айс-Ти), мне показались немного ленивыми».